# Муйджа, Менсур
Ме́нсур Му́йджа (хорв. Mensur Mujdža; 28 марта 1984, Загреб) — боснийско-хорватский футболист, защитник; тренер. Выступал в сборной Боснии и Герцеговины.

## Карьера

### Клубная
Муйджа начинал карьеру в «Загребе», где играл до 2009 года и за который провёл 135 игр в чемпионате Хорватии.
В июне 2009 года Муйджа перешёл в немецкий «Фрайбург» за 500 тысяч евро. За новый клуб Менсур дебютировал в матче третьего тура сезона 2009/10 против «Байера» (0:5), выйдя на замену на 76-й минуте.
12 января 2011 года Муйджа продлил контракт с «Фрайбургом» до 2014 года. 12 мая 2014 года контракт был продлён ещё на два года.

### Национальная
Муйджа провёл 8 игр за молодёжную сборную Хорватии. В 2010 году он принял решение выступать за сборную Боснии и Герцеговины, куда впервые был вызван в мае 2010 года на товарищеские игры против сборных Швеции и Германии. 10 августа 2010 года Муйджа дебютировал за национальную сборную в матче против сборной Катара. В мае 2014 года Менсур попал в состав сборной Боснии и Герцеговины на чемпионат мира 2014 года в Бразилии.